# IAI Lavi
IAI Lavi (івр. לביא, «лев») — одномоторний багатоцільовий винищувач четвертого покоління, розроблений в Ізраїлі компанією Israel Aircraft Industries (IAI) у 1980-х роках. Рішення про розробку «Лаві» зазнало критики з боку ізраїльської громади через великі витрати, а також з боку уряду США через конкуренцію літака з американськими реактивними літаками на міжнародному ринку. До 1984 року Ізраїль, з населенням 4 мільйони, мав одне з найвищих у світі співвідношення військових витрат до ВВП, приблизно 18,9%, що вважалося неприйнятним. Ці проблеми призвели до остаточної відмови ізраїльського уряду від розробки літака під час льотних випробувань у серпні 1987 року.

## Історія

### Скасування
30 серпня 1987 року було ухвалено рішення припинити розробку. Останній політ прототипу «Лаві» було виконано у 1990 році, після цього проєкт було згорнуто на користь впровадження F-16 у Повітряні сили Ізраїлю.
Документація проєкту була продана Китаю, та використана покупцем для створення винищувача Chengdu J-10.

## Характеристики

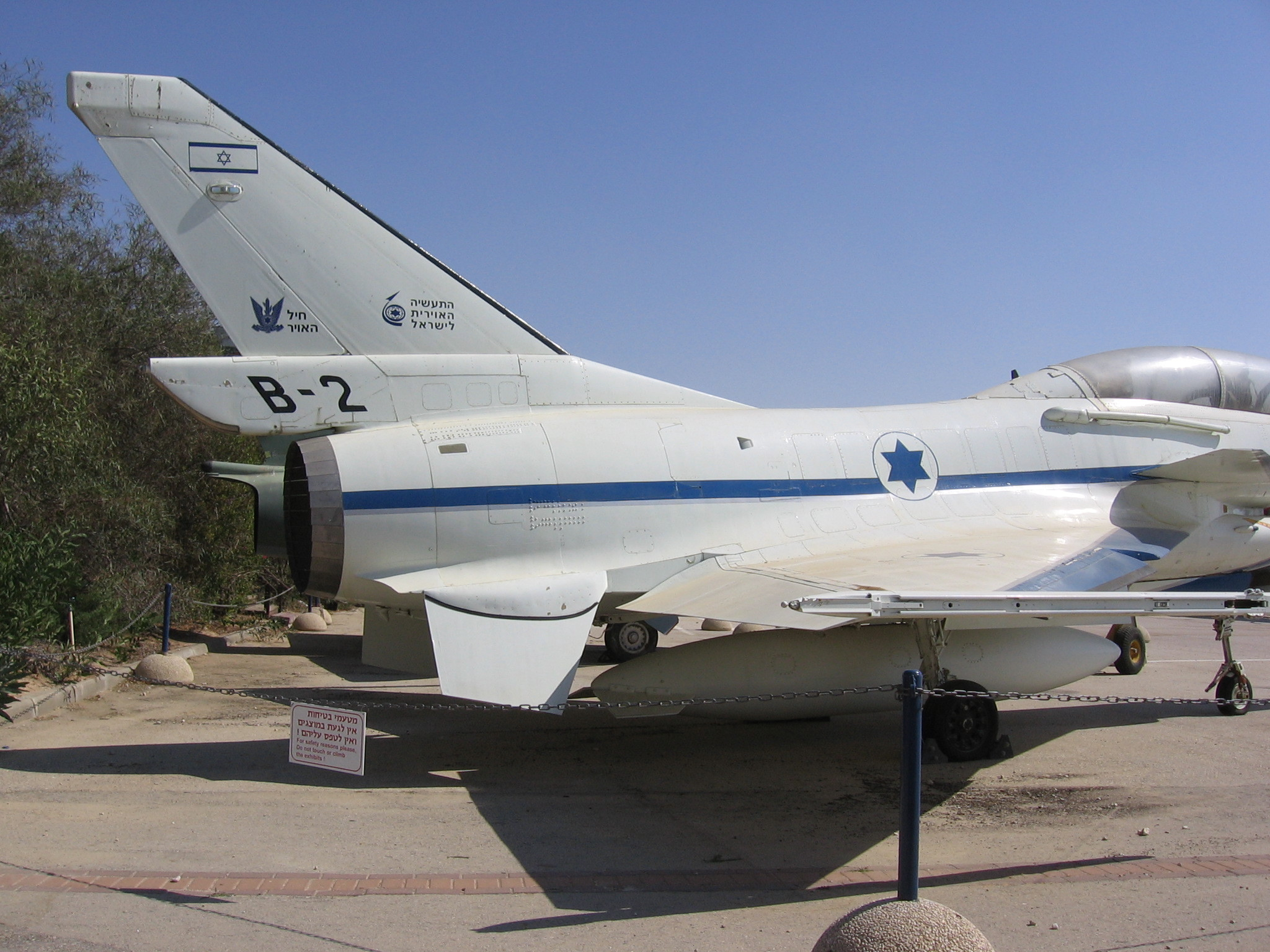
IAI Lavi на показі у Беер-Шева

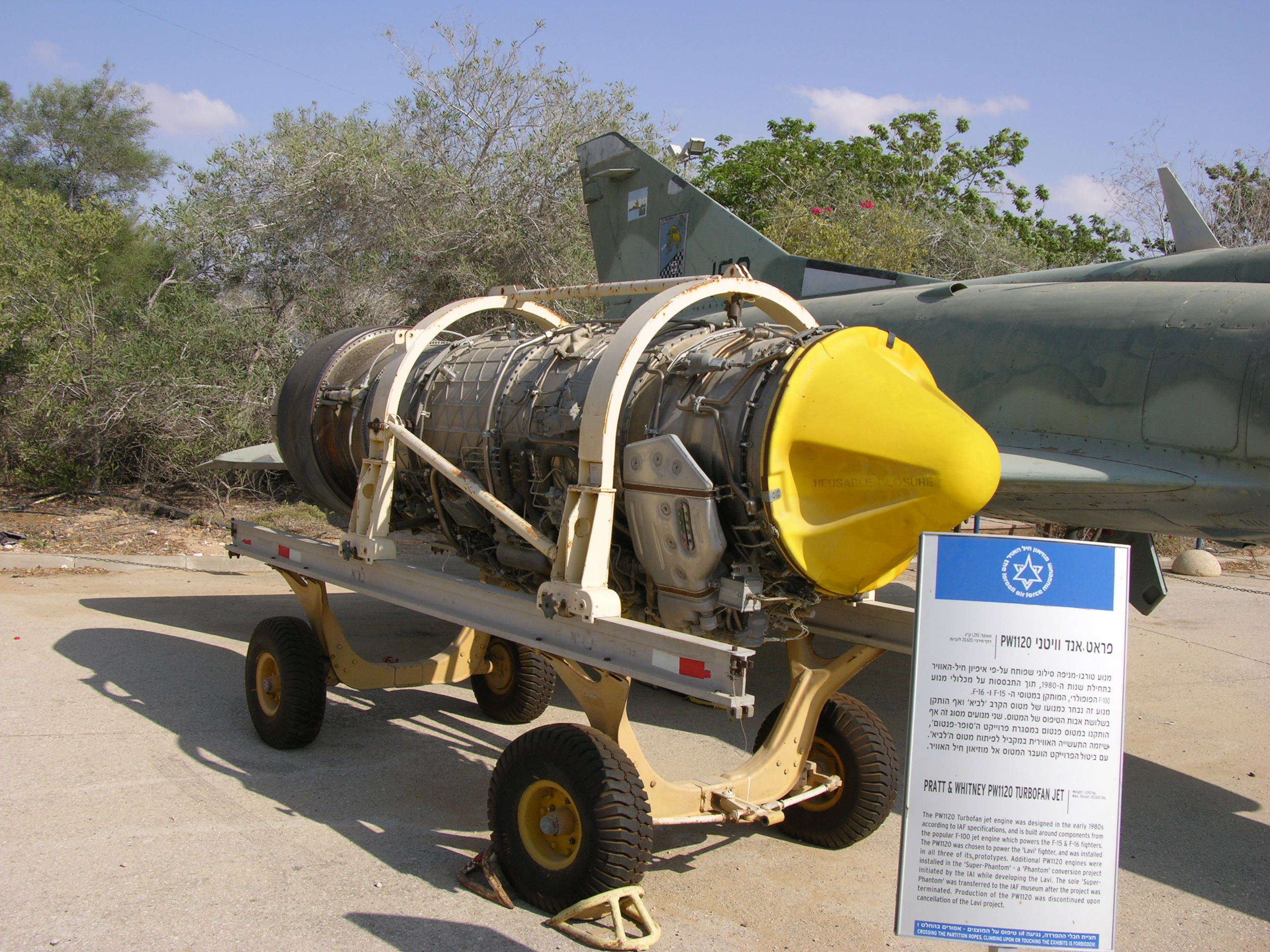
Двигун Pratt & Whitney PW1120

Джерело: Wilson
Основні характеристики
- Екіпаж: 1
- Довжина: 14.57 м
- Висота: 4.78 м
- Розмах крила: 8.78 м

- Крило у плані: основа: NACA[en]; додаток: NACA[en][3]
- Маса порожнього: 7 031 кг
- Маса спорядженого: 9 991 кг
- Максимальна злітна маса: 19 277 кг

Льотні характеристики
- Максимальна швидкість: 1.6 маха, 1 965 км/год
- Практична дальність: 3 700 км
- Динамічна стеля: 15 240 м
- Швидкопідйомність: 254 м/с

Озброєння
- Стрілецько-гарматне: 1 × 30 мм гармата DEFA[en]
- Бойове навантаження: 7,260 кг вмісту

## Користувачі
Ізраїль
- Повітряні сили Ізраїлю